# DCU Elite Team
DCU Elite Team (с англ. — «Элитная команда DCU») — термин, обозначающий датскую элитную команду по велоспорту, зарегистрированную в Датском союзе велосипедистов (DCU). В шоссейном велоспорте для взрослых это уровень чуть ниже континентальных команд UCI.
Существует восемь типов команд:
- Шоссейная мужская элитная команда
- Шоссейная женская элитная команда
- Шоссейная мужская команда U23
- Шоссейная мужская юниорская команда
- Шоссейная женская юниорская команда
- Команда по маунтинбайку
- Команда по велокроссу
- Команда BMX

## Шоссейный велоспорт
Элитная мужская и женская шоссейная команда DCU состоит как минимум из четырёх гонщиков с лицензией A. В элитную шоссейную команду DCU может быть включено не более 16 гонщиков.

### Команды в 2024 году

#### Мужчины
| Команда                            | Домашний клуб                      | Менеджер             |
| ---------------------------------- | ---------------------------------- | -------------------- |
| CeramicSpeed Herning CK Elite      | Велоклуб Хернинга                  | Мартин Мортенсен     |
| Team CO:PLAY-Giant Store           | Amager Cykle Ring и ABC Копенгаген | Йеспер Тиесен        |
| Team Give Elementer                | Велоклуб Гиве                      | Аллан Кристенсен     |
| Team Give Steel - 2M Cycling Elite | Велоклуб Баллерупа                 | Мартин Флиндт Мёллер |
| Team IBT-Tripeak                   | Велоспорт Южного побережья         | Кристиан Висбю       |
| Team Aalborg-Sparekassen Danmark   | Ольборгское велокольцо             | Мадс Хардахль        |

| Команда                                 | Домашний клуб                           | Менеджер             |
| --------------------------------------- | --------------------------------------- | -------------------- |
| CeramicSpeed Herning CK Junior          | Велоклуб Хернинга                       | Рене Якобсен         |
| Team BACH Advokater-Giant Store         | Amager Cykle Ring                       | Торстен Бак          |
| Team Zealand Cycling-Kuehne+Nagel       | Велоклуб Нестведа                       | Том Лево             |
| Team Mascot Workwear                    | Silkeborg IF Cykling                    | Ларс Спанг Кьелльсен |
| Team Nyt Syn by Fialla                  | Велоспорт Оденсе                        | Андерс Фиалла        |
| Team Uno-X - Carl Ras Roskilde Junior   | Роскилльское велокольцо                 | Микаель Кисум        |
| Team Aalborg Talent-Sparekassen Danmark | Ольборгское велокольцо                  | Петер Сунд           |
| Team Kvickly Odder Junior               | Велоклуб Оддера                         | Стеен Халле          |
| Tscherning Cycling Academy              | Велоклуб Ордрупа и Велоклуб FIX Rødovre | Палле Кампагнер      |

#### Женщины
| Команда                               | Домашний клуб                      | Менеджер                  |
| ------------------------------------- | ---------------------------------- | ------------------------- |
| Team Aalborg-Sparekassen Danmark Dame | Ольборгское велокольцо             | Бриан Эгеберг Педерсен    |
| Team Friis ABC ACR                    | Amager Cykle Ring и ABC Копенгаген | Лассе Буур Брандт Хейсель |
| Team Sydbank BACH Advokater           | Велоклуб Ордрупа                   | Торкиль Хёг               |

| Команда                       | Домашний клуб    | Менеджер         |
| ----------------------------- | ---------------- | ---------------- |
| Team Nyt Syn by Fialla — U19P | Велоспорт Оденсе | Андерс Фиалла    |
| Team Rytger Carl Ras          | Велоклуб Оддера  | Мортен Равнкилле |

## МТБ

### Команды в 2024 году
| Команда                 | Домашний клуб      | Менеджер        |
| ----------------------- | ------------------ | --------------- |
| Adventure Cycling UNITY | Велоклуб Breakaway | Мадс Кристенсен |

## Велокросс

### Команды в 2024 году
| Команда             | Домашний клуб          | Менеджер          |
| ------------------- | ---------------------- | ----------------- |
| Willing Able Racing | Маунтинбайк-клуб Вайле | Кристиан Поульсен |